# ضوضو
ضوضو قرية سوريّة تتبع إداريّاً لمحافظة حلب منطقة عفرين ناحية راجو، بلغ تعداد سكانها 186 نسمة حسب التعداد السكاني لعام 2004.